# Populace

mapa populace USA

Populace je soubor jedinců téhož druhu nacházejících se v jednom určitém místě v daném čase. Termínu populace se užívá v ekologii, biologii, genetice a demografii. Obor ekologie, který se zabývá výzkumem populací, se nazývá populační ekologie (demekologie).
Příkladem populace v ekologickém slova smyslu může být např. soubor všech jedinců druhu sedmikráska chudobka (Bellis perennis) na jedné louce (konkrétní místo) v březnu 2005 (konkrétní čas). Příkladem z oblasti demografie pak lidská populace, jež není totožná s obyvatelstvem určitého území.

## Základní charakteristiky populace
- Denzita, hustota populace (v demografii též užíván termín hustota zalidnění) – počet jedinců dané populace přepočtený na jednotku plochy (ha, km²) nebo objemu (litr, m³). Jednotek plochy se užívá u organismů suchozemských včetně člověka, jednotek objemu u organismů vodních, popř. některých půdních.
- Porodnost, natalita – množství narozených jedinců v dané populaci za jednotku času (hodina, den, měsíc, rok – v demografii zpravidla užíván rok).
- Úmrtnost, mortalita – množství zemřelých jedinců v dané populaci za jednotku času (hodina, den, měsíc, rok – v demografii zpravidla užíván rok).
- Plodnost, fertilita – průměrný počet zplozených potomků za život samic daného druhu.
- Přirozený přírůstek – rozdíl mezi natalitou a mortalitou. V případě záporného přírůstku se někdy mluví o přirozeném úbytku.
- Migrace – množství jedinců, kteří se za danou časovou jednotku buď přistěhovali (imigrace) z jiných populací do naší populace, nebo naopak odstěhovali (emigrace) z „naší“ populace do jiných populací. Soubor lokálních populací vyměňujících si jedince migrací se nazývá metapopulace.
- Rozmístění jedinců v prostoru, může být trojího typu:
  1. Pravidelné u organismů s vyvinutou teritorialitou, které mají stejné nebo alespoň podobně velké domovské okrsky, a vzdálenost mezi jednotlivými jedinci je tudíž podobná. Sem patří např. řada ptáků.
  2. Shlukovité u organismů s vyvinutou sociální strukturou, např. u eusociálního hmyzu (včely, mravenci, termiti) i u dalších sociálních organismů včetně lidí. Shlukovité rozmístění se vyskytuje i u nepohlavně se množících druhů nebo druhů s malým šířením diaspor (např. trávy), kdy dceřiní jedinci se vyskytují nedaleko mateřského jedince. V přírodě je shlukovité rozmístění nejčastějším typem rozmístění organismů.
  3. Náhodné, v přírodě poměrně vzácné. Vyskytuje se alespoň do jisté míry např. u některých druhů stromů v tropickém pralese a u některých organismů osídlujících iniciální sukcesní stadia (narušená místa).

## Konkrétní typy a modely populací

### Lidská populace
U lidských populací jsou sledovány i další charakteristiky:
- Dětská úmrtnost (infant mortality) – většinou je ve vyspělých státech menší než u států třetího světa.
- Průměrná délka života – nejmenší bývá v afrických zemích (od 37 let), nejvyšší, kolem 80 let, bývá v Japonsku a některých evropských zemích.
- Věkové zastoupení pohlaví – souhrnně se jen výjimečně vymkne poměru 50 : 50 o víc než půl procenta; u populace lidské v jednotlivých věkových skupinách většinou převažují o několik promile muži, s výjimkou skupiny nad 70 let, kde silně převažují ženy. Téměř ve všech zemích o několik promile převažují ženy. Vyšší převaha může být způsobena např. vleklou válkou v dané zemi.

#### Lidská populace světa
Dne 31. října 2011 populace lidí na Zemi podle OSN dosáhla počtu 7 miliard jedinců s mírně rostoucím tempem růstu (opisující přibližně exponencielu) s efektivní hodnotou 1,092 % ročně. Růst je zprůměrovaný – v Evropě je lehce záporný, naopak největší je v Africe a Asii. Natalita činí 19,15 narozených a mortalita 8,12 zemřelých na 1000 obyvatel za rok. Růst představuje přibývání cca 77 milionů lidí ročně (218 000 denně). Každou sekundu se narodí v průměru 4,1 a zemře 1,9 jedinců. Každých přibližně 110 hodin přibude na Zemi milion obyvatel a tento interval se neustále zmenšuje.

### Panmiktická populace
Panmiktická populace je idealizovaný model populace používaný v populační genetice, vyznačující se nekonečným počtem jedinců neomezeně se pářících mezi sebou.